# Pangrapta plumbilineata
Pangrapta plumbilineata là một loài bướm đêm trong họ Erebidae.